# Quem Ama não Mata
Quem Ama Não Mata est une mini-série brésilienne produite par Rede Globo et présentée du 12 Juillet au 6 Août de 1982 , en 20 épisodes. Écrit par Euclydes Marinho , avec la collaboration de Denise Bandeira et Tânia Lamarca; il a été réalisé par Daniel Filho et Dennis Carvalho.

## Synopsis
La mini-série raconte les histoires de cinq couples différents : Jorge et Alice ; Chico et Julia ; Raul et Laura ; Fonseca et Odete ; Le général Flores et Dona Carmen. Dans le tout premier épisode, un meurtre se produit, mais il n'est pas révélé qui a tué ou qui est mort. La première intrigue est celle de Jorge et Alice, un couple qui veut des enfants, mais il est stérile et elle a du mal à tomber enceinte, mais le manque de dialogue entre eux les rend violents l'un avec l'autre, provoquant une conséquence tragique. . Laura, la sœur d'Alice, travaille comme naturaliste et est la mère de Julia et Angela, fruit de relations antérieures. Indépendant, il tombe amoureux de Raul, un homme d'affaires qui croit que le mariage est la seule chose qui les rendra heureux, mettant la relation en échec, car Laura veut à tout prix conserver son indépendance.

## Distribution

### Acteurs principaux
- Marília Pêra : Alice
- Cláudio Marzo : Jorge
- Denise Dumont : Júlia
- Daniel Dantas : Chico
- Susana Vieira : Laura
- Ângela Leal : Yara
- Dionísio Azevedo : General Aurélio Flores
- Paulo Villaça : Raul
- Tânia Scher : Odete
- Buza Ferraz : Lucas
- Giovanna Gold : Renata
- Norma Geraldy : Dona Carmem
- Monique Curi : Ângela

### Invités
- Hugo Carvana : Fonseca
- Ana Maria Nascimento e Silva : Sandra Vergueiro
- Felipe Wagner : Le patron de Julia dans le journal
- Gracindo Júnior : Marcelo Gusmão
- lva Niño : Helena
- John Herbert : Marianinho
- José de Abreu : médecin qui pratique l'avortement sur Alice
- Nina de Pádua : médecin qui diagnostique une grossesse à Alice
- Paulo Ramos : Davi
- Sílvia Bandeira : La femme de Marianinho